# ريكن
ريكن (باليابانية: 理研) هو معهد أبحاث علوم طبيعية في اليابان تأسس عام 1917 ويضم حوالي 3000 عالم على امتداد سبعة مراكز بحثية على امتداد رقعة اليابان. المركز الرئيسي هو في مدينة واكو في محافظة سايتاما شمال طوكيو. اسم معهد ريكن هو اختصار للاسم الكامل (理化学研究所) ريكن كاغاكو كينكيوشو والتي تعني مركز أبحاث علوم الفيزياء والكيمياء.
يجري معهد ريكن العديد من الأبحاث في مجالات الفيزياء، الكيمياء، علم الأحياء، العلوم الطبية، الهندسة، والمعلوماتية وتتنوع مستويات الأبحاث من الأبحاث الأساسية إلى الأبحاث التطبيقية. يتبع معهد ريكن وزارة التعليم اليابانية ويتم تمويله بشكل كامل من الحكومة اليابانية بميزانية تقدر بحوالي 88 مليار ين سنوياً.

## شخصيات مميزة من ريكن
- شينتشيرو توموناغا حائز على جائزة نوبل في الفيزياء عام 1965.
- يوكاوا هيديكي أول ياباني يحصل على جائزة نوبل في الفيزياء عام 1949.
- ريوجي نويوري، رئيس المعهد الحالي وحائز على جائزة نوبل في الكيمياء عام 2001.

## وصلات خارجية
- الموقع الرسمي